# دونالد كولمان
دونالد كولمان (20 مايو 1927 في نيوزيلندا - 15 أغسطس 1983) (بالإنجليزية: Donald Coleman)‏ هو لاعب كريكت نيوزلندي.

## وصلات خارجية
- دونالد كولمان على موقع إي آس بي آن كريك إنفو (الإنجليزية)